# Jakub Berman

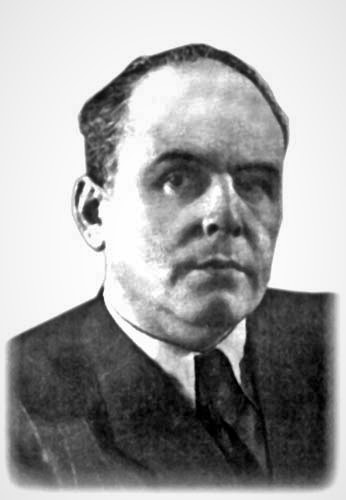
Jakub Berman (1950)

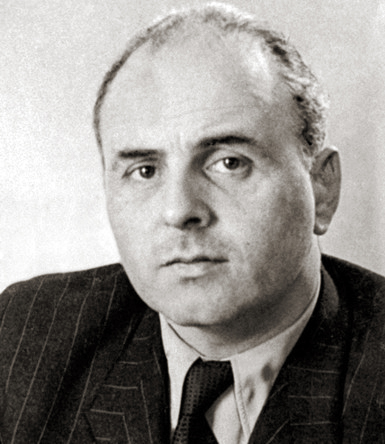
Jakub Berman (Ende der Vierzigerjahre)

Jakub Berman (* 23. Dezember 1901 in Warschau, damals Kongresspolen; † 10. April 1984 in Warschau) war ein polnischer kommunistischer Politiker.

## Leben
Der aus einer jüdischen Familie stammende Berman besuchte das Gymnasium in Warschau und studierte anschließend Rechtswissenschaften, später Soziologie an der Universität Warschau, wo er zeitweise auch als Assistent tätig war. Das Promotionsprojekt zur polnischen Stadtgeschichte im 18. Jahrhundert bei Ludwik Krzywicki konnte durch den Beginn des Zweiten Weltkriegs nicht abgeschlossen werden.
Parallel hierzu war er seit seiner Jugend kommunistischer Aktivist, unter anderem seit 1928 als Mitglied der Kommunistischen Partei Polens und als Jugendfunktionär. 1939 floh er in den sowjetisch besetzten Teil Polens nach Białystok und dann weiter nach Minsk, wo er als Journalist arbeitete. Nach dem deutschen Überfall auf die Sowjetunion 1941 entkam er nach Moskau. Wenig später arbeitete er als Ausbilder an der nach Ufa verlegten Komintern-Schule, die unter anderem Wolfgang Leonhard besuchte.
Die Mehrheit seiner Familie und Verwandten wurden während des Holocaust ermordet. Sein Bruder Adolf Berman überlebte im Untergrund und emigrierte schließlich nach Israel.
Im Dezember 1943 wurde er von Josef Stalin in den Kreml eingeladen und gewann dabei offenbar das Vertrauen des Diktators. Seit August 1944 gehörte er dem neuen Politbüro, später auch dem ZK der Polnischen Arbeiterpartei (PPR) an. Neben Bolesław Bierut und Hilary Minc bildete er in den folgenden Jahren das Führungs-Triumvirat der stalinistischen Parteiführung, wobei er für die Staatssicherheit, Propaganda und Ideologie zuständig war. Berman war damit einer der Hauptverantwortlichen für die blutige Unterdrückung der antikommunistischen Opposition im Polen der zweiten Hälfte der 1940er Jahre.
Im Dezember 1948 erfolgte die Vereinigung von Kommunistischer und Sozialistischer Partei zur Polnischen Vereinigten Arbeiterpartei (PVAP). Es setzten sich aber Vertreter der stalinistischen Linie durch. Der Stalinist Bolesław Bierut entmachtete Władysław Gomułka und ließ ihn später internieren. In Partei und Gesellschaft wurden Säuberungen und Umstrukturierungen durchgeführt.
Im März 1953 starb Stalin; in der Sowjetunion und einigen anderen Ländern begann ein Prozess der Entstalinisierung.
Im Februar 1956, während des XX. Parteitages der KPdSU, rechnete der KPdSU-Chef Nikita Chruschtschow mit den Verbrechen Stalins ab. Bierut, Parteichef der PVAP, erlitt nach dieser Rede einen Herzanfall und blieb nach dem Ende des Parteitages in Moskau.
Vier hochrangige Funktionäre, die Bierut nach Moskau begleitet hatten – Berman sowie Jerzy Morawski, Józef Cyrankiewicz und Aleksander Zawadzki – erstatteten am 28. Februar 1956 dem Politbüro der PVAP Bericht über die Geheimrede Chruschtschows. Danach beschloss das Politbüro, wichtige Parteiaktivisten vom 3. bis 4. März nach Warschau einzuberufen, um auch sie über die Rede zu informieren.
Drei Tage nach diesem ersten Treffen kam eine größere Gruppe von Parteikadern in Warschau zusammen, die harsche Kritik an der seit acht Jahren mit harter Hand führenden Regierung Bierut und der weiteren Zugehörigkeit von Stalinisten zum Politbüro äußerten. Der vollständige Text der Chruschtschow-Rede war in der PVAP offiziell noch nicht in Umlauf; das, was von ihrem Inhalt durchgesickert war, löste eine Flut Bierut-kritischer Kommentare aus. Bierut hielt von Moskau aus telefonisch engen Kontakt mit Warschau; so erfuhr er vom rapiden Schwund seiner Autorität in Polen.
Bieruts plötzlicher Tod am 12. März – wohl an Herzversagen und einer Lungenentzündung – bewirkte ein Machtvakuum und gab der Entstalinisierung in Polen einen enormen Schub.
Gegen den Willen des neuen Kremlchefs wählte die PVAP Edward Ochab zum Nachfolger Bieruts.
1956 streikten Tausende von Arbeitern in der westpolnischen Stadt Posen. Aus dieser Bewegung (Posener Aufstand), die zunächst materielle Hintergründe hatte, wurde rasch ein politischer Aufstand; diesen ließ die Parteiführung am 28. Juni 1956 blutig niederschlagen.
Der Streit über das weitere Vorgehen vertiefte den Konflikt im Politbüro. Verschärft wurde die Lage durch die politische Entwicklung in Ungarn, wo sich tiefgreifende Auseinandersetzungen innerhalb der Gesellschaft abzeichneten. Während die stalinistische Fraktion in Polen – nach ihrem Treffpunkt im ehemaligen Potocki-Palast auch Natolin-Gruppe genannt – für eine Fortsetzung des politischen Kurses plädierte, sprachen sich die Liberalen (auch Puławy-Gruppe genannt) für eine gesellschaftliche Reformbewegung aus, die die Diktatur des Proletariats allerdings nicht antasten wollte. Letztere setzten sich durch. Der stalinistische Vorsitzender der Staatlichen Kommission für Wirtschaftsplanung Hilary Minc musste zurücktreten, der rehabilitierte ehemalige Generalsekretär Władysław Gomułka kehrte am 21. Oktober im Triumph an die Macht zurück, obwohl Moskau dem zunächst nicht zustimmen wollte, seine Truppen mobilisierte und die komplette Parteiführung zu einem unangemeldeten Blitzbesuch in Warschau eingetroffen war (19. Oktober 1956).
Berman verließ 1956 die Parteiführung. Der Umschwung im Oktober 1956 (polnisch odwilż październikowa – „Tauwetter“) wurde auch in anderen Ostblock-Ländern beachtet. In Anlehnung an die Revolution von 1848 verfassten Studenten der Technischen Universität Budapest am 22. Oktober 1956 eine Erklärung, in der sie bürgerliche Freiheitsrechte und Parlamentarismus sowie nationale Unabhängigkeit forderten. Den Studenten wurde am 23. Oktober eine Demonstration zur Solidarität mit dem polnischen Arbeiteraufstand genehmigt. Diese Demonstration wurde zum Beginn des Ungarischen Volksaufstandes.
Berman wurde im Mai 1957 als einer der Schuldigen für die „Irrtümer und Fehler der Stalin-Ära“ aus der PVAP ausgestoßen.
Bis zum Erreichen des Rentenalters arbeitete er im Folgenden für den staatseigenen Verlag Książka i Wiedza. Von den Folgen eines schweren Autounfalls im Jahre 1980 gezeichnet, starb er vier Jahre später vergessen in Warschau. Sein Grab befindet sich auf dem Militärfriedhof im Warschauer Stadtteil Żoliborz.